# خاویر کلوت
خاویر کلوت (انگلیسی: Javier Claut؛ زادهٔ ۸ ژوئن ۱۹۷۰) بازیکن فوتبال اهل آرژانتین است.
از باشگاه‌هایی که در آن بازی کرده‌است می‌توان به باشگاه فوتبال ریور پلاته، باشگاه فوتبال بانفیلد، باشگاه فوتبال اتلتیکو تیگره، باشگاه فوتبال العین، و باشگاه فوتبال ویارئال اشاره کرد.